# 92nd Street Y
92nd Street Y es un centro comunitario judío ubicado en la ciudad de Nueva York. 92nd Street Y, es un centro cultural y comunitario ubicado en el Upper East Side de Manhattan, en la ciudad de Nueva York, en la esquina de East 92nd Street y la Avenida Lexington. La "Y" fue fundada en 1874 como la Asociación Hebrea de Hombres Jóvenes, la Y de la calle 92 (a menudo llamada "la Y") era un club social judío, actualmente es un centro artístico y cultural.

## Historia
En 1874, un grupo de profesionales judíos alemanes asquenazíes, estableció la Asociación Hebrea de Hombres Jóvenes (YMHA) de Nueva York. Los fundadores eran predominantemente miembros de la sinagoga Shaarei Tefilah de Nueva York. En todo el país surgieron nuevas congregaciones judías. La propia YMHA era una organización secular destinada a servir como una fraternidad social y literaria. La "Y" fue constituida oficialmente el 10 de septiembre de 1874, la YMHA estaba inicialmente en un local alquilado, unos años más tarde, la organización se trasladó a un local ubicado en la calle 42, la "Y" operaba una sucursal en el centro. En ese local, la poetisa judía Emma Lazarus enseñaba el idioma inglés a los nuevos inmigrantes, esta sucursal posteriormente se fusionaría con otras organizaciones para convertirse en la Alianza Educativa. A medida que la organización creció, comenzó a integrar más el judaísmo en su programación. En 1878, la YMHA celebró su primer festival de Janucá, y este se convirtió en una tradición anual, la celebración de las festividades judías como Janucá y Purim, hizo posible la creación de una identidad y una cultura judía estadounidense. Las celebraciones de las festividades judías continuaron en el siglo XX, y pronto fueron seguidas por los servicios regulares de Shabat, cuya asistencia promedio aumentó de 172 personas en 1901, a más de 400 personas en 1903, aunque las actividades seculares seguían siendo mucho más populares. La "Y" encontró un hogar permanente, gracias a la generosidad del empresario y filántropo judío Jacob Schiff, el cual financió la construcción de un edificio ubicado entre la calle 92 y la Avenida Lexington, el edificio fue diseñado por el arquitecto Arnold W. Brunner, quien produjo muchas sinagogas a principios del siglo XX, el edificio se inauguró en el año 1900. El edificio original de la YMHA, fue reemplazado a su vez por un nuevo edificio terminado en 1930. La YMHA atendía principalmente a ciudadanos judíos hasta mediados de la década de 1930. El director de la "Y", William Kolodney, argumentó que el arte era fundamental para la tradición religiosa judía. A la junta directiva le preocupaba que este cambio transformara a la "Y" en una institución secular y dañara a sus finanzas, Kolodney abogó por no atender al mínimo común denominador en la búsqueda de multitudes y mantener los cargos mínimos para que las actividades estuvieran al alcance de los trabajadores asalariados. Kolodney abrió la sala de conciertos y los eventos de la "Y" a los no miembros, su excelente acústica ayudó a que la "Y" se convirtiera en un local de artes escénicas. La "Y" abrió un centro de artes, un centro de joyería, un centro de danza, un centro de poesía y una guardería, a lo largo de la década de 1930. El 75% de los ingresos, se gastó en el 25% de los programas. En 1945, la YMHA se fusionó con la Asociación Hebrea de Mujeres Jóvenes (YWHA) y se convirtió en la YM-YWHA. En la década de 1960, el hogar para niñas Clara Hirsch se fusionó con la "Y", y se construyó un nuevo edificio para albergar nuevos espacios para las artes. En 1972, la YM-YWHA, se rebautizó como "92nd Street Y". En 1988, el consejo directivo nombró a Sol Adler como director ejecutivo. Adler había trabajado para la "Y" durante 11 años, cuando fue contratado por el anterior director ejecutivo. En la década de 1990, hubo una disminución del interés del público por la música clásica, ello junto con el aumento de los costos inmobiliarios amenazó a las finanzas, la "Y" respondió recortando la oferta cultural judía. En 2003, el presupuesto de la "Y" había aumentado a 43 millones de dólares estadounidenses, y prestaba servicio a unas 300.000 personas al año, menos de una década después, la "Y" tenía unos ingresos anuales de 80$ millones de dólares estadounidenses. Después de los atentados del 11 de septiembre de 2001, la "Y" gastó 1$ millón de dólares USA, para investigar la viabilidad de un edificio para ayudar a revitalizar la reconstrucción del centro de la ciudad. El resultado de ello fue "92 Y Tribeca", un espacio de actuación en el barrio de Tribeca, que abrió sus puertas en 2008. Un local en el número 200 de la calle Hudson, contenía una sala de cine, una sala de conferencias, una cafetería y una galería de arte. "92 Y Tribeca" cerró en el año 2013. La institución se vio muy afectada por la pandemia del virus COVID-19, ya que casi el 70% de sus ingresos provenían de eventos celebrados en persona. La "Y" comenzó a retransmitir sus eventos, para llegar a una audiencia global más amplia. A pesar del éxito de los eventos celebrados en línea, los recortes presupuestarios requirieron los despidos de algunos empleados así como algunos recortes salariales. La "Y" cambió su nombre a "92nd Street Y" en 2022, reorganizando sus programas y lanzando una plataforma de aprendizaje en línea. El cambio de marca precedió a una campaña de 200 millones de dólares para renovar sus viejas instalaciones.

## Actividades
Además de presentar programas de artes escénicas (música clásica, jazz y música popular, así como espectáculos de danza), 92nd Y Street ofrece una serie de charlas y conversaciones, lecturas literarias, proyecciones de películas, educación de adultos, escuelas de música, arte y danza para niños y adultos; programas de desarrollo profesional (primera infancia, danza, negocios y moda), actividades y clases familiares para padres y para niños, una guardería; un centro para personas mayores, un gimnasio (que incluye clases de fitness y un equipo de natación),  campamentos, programas comunitarios y culturales, educación judía y programas de extensión educativa para niños de escuelas públicas. La organización atiende a unas 300.000 personas anualmente en sus instalaciones de Nueva York. En los últimos años, 92nd Y Street, ha ampliado su programación digital para incluir retransmisiones en vivo en la red, de eventos, y un archivo digital gratuito que incluye eventos escénicos y contenido en la red. En 2012, 92nd Y Street, estableció el martes después del Día de Acción de Gracias, como un día para celebrar y fomentar las donaciones económicas, y servir a la comunidad, la iniciativa está inspirada en el valor judío del Tikún Olam (reparar el Mundo). 92nd Y Street, es uno de los socios fundadores de la cumbre anual para el bien social, una conferencia que atrae a empresarios y a líderes empresariales, tecnológicos y de ONGs.